# Claude d'Annebault
Claude d'Annebault (1495 – 1552) è stato un generale francese, Maresciallo di Francia sotto Francesco I.
Fu un militare assai caro al re francese, che lo nominò Maresciallo nel 1538 e Ammiraglio di Francia dal 1543.